# Ресм
Ресм-і чіфт — у Османській імперії — податок раята (селянина) на користь землевласника.
Ресм-і тапу, інколи просто тапу — плата, яку зобов'язаний вносити раят-селянин володарю земельних угідь тімара чи зеамета.